# География Северной Македонии

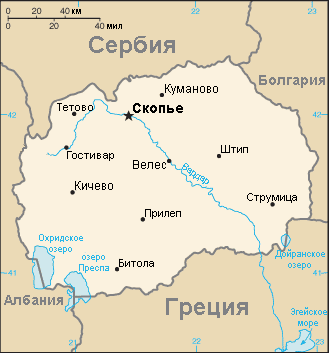
Карта Северной Македонии

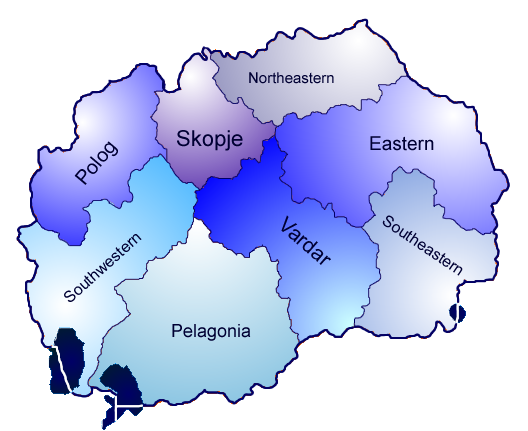
Статистические регионы

Северная Македония расположена на Балканском полуострове на юго-востоке Европы. Координаты: 41°50’ северной широты, 22°00’ восточной долготы.
Географическая область Македония поделена между тремя странами.
Северная Македония занимает порядка 35,8 % площади географической Македонии (в то время как бо́льшая её часть, 52,4 %, находится на территории Греции, а 11,8 % находится на территории Болгарии). Площадь Северной Македонии — 25 333 км2;
Общая протяжённость границы — 748 км, протяжённость границ с Албанией — 151 км, Болгарией — 148 км, Грецией — 228 км, Сербией — 221 км.

## Рельеф
На большей части территории располагаются хребты средневысоких горных систем Скопска-Црна-Гора, Пинд, Шар-Планина. Высшая точка — гора Кораб (2764 м) и Пирин, разделённых обширными межгорными котловинами. Друг от друга горные хребты отделяют долины рек Вардар и Струмица, протекающих через всю страну. На юго-западе расположены частично принадлежащие Северной Македонии крупные озёра Охридское и Преспа, а на юго-востоке — крупное Дойранское озеро. Низшая точка — р. Вардар (50 м).
Регион сейсмически активен, землетрясения довольно сильны. В результате последнего, произошедшего в 1963 году, был сильно разрушен город Скопье.

## Полезные ископаемые
Македония богата месторождениями хромитов, асбеста, серебра, серы, лигнитов. В районе Гостивара и Кичево имеются залежи железной руды. Однако только после Второй мировой войны были предприняты серьёзные усилия по разработке месторождений этих полезных ископаемых.

## Животный мир

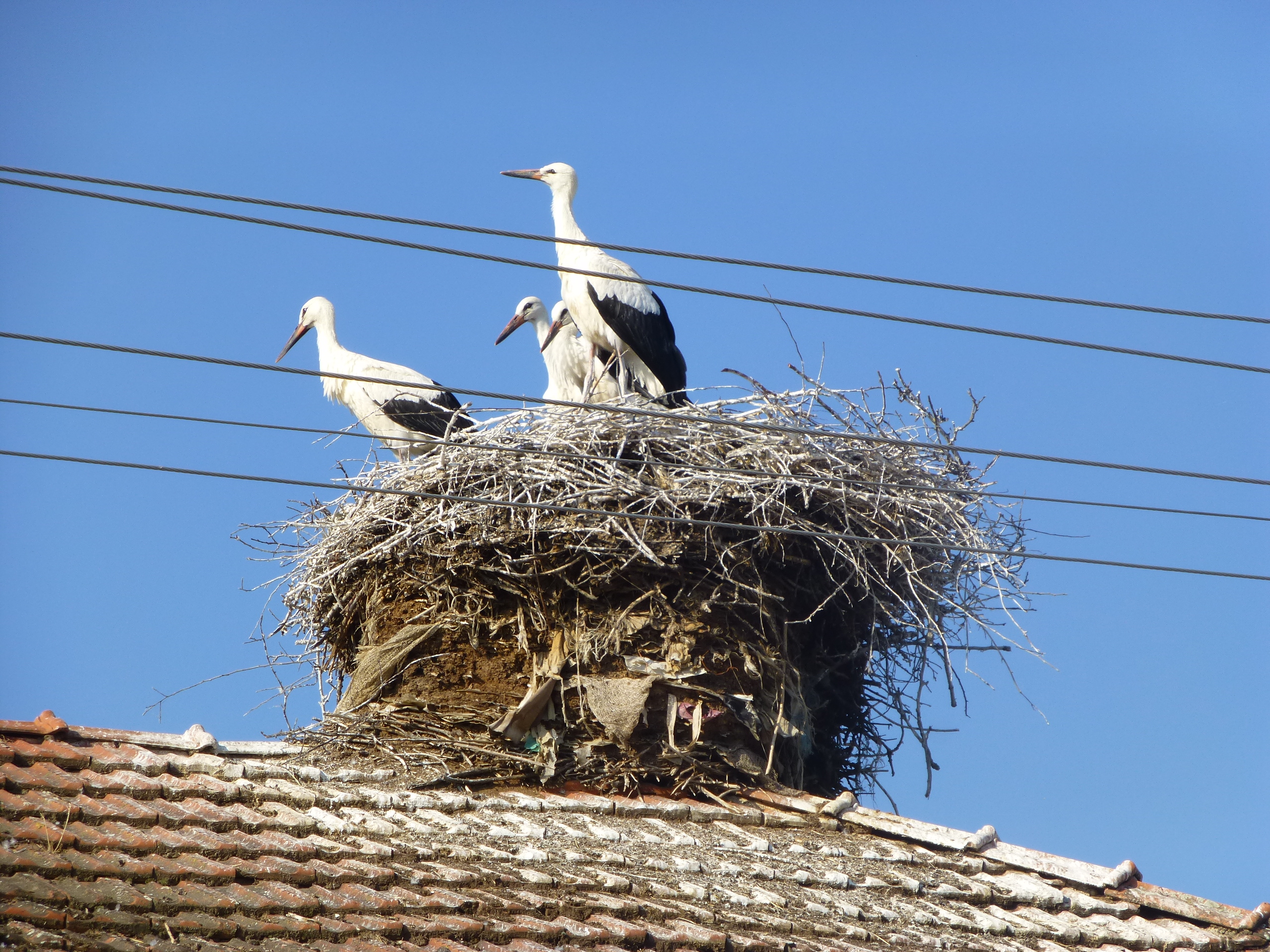
Аисты гнездятся на трубах сельских домов

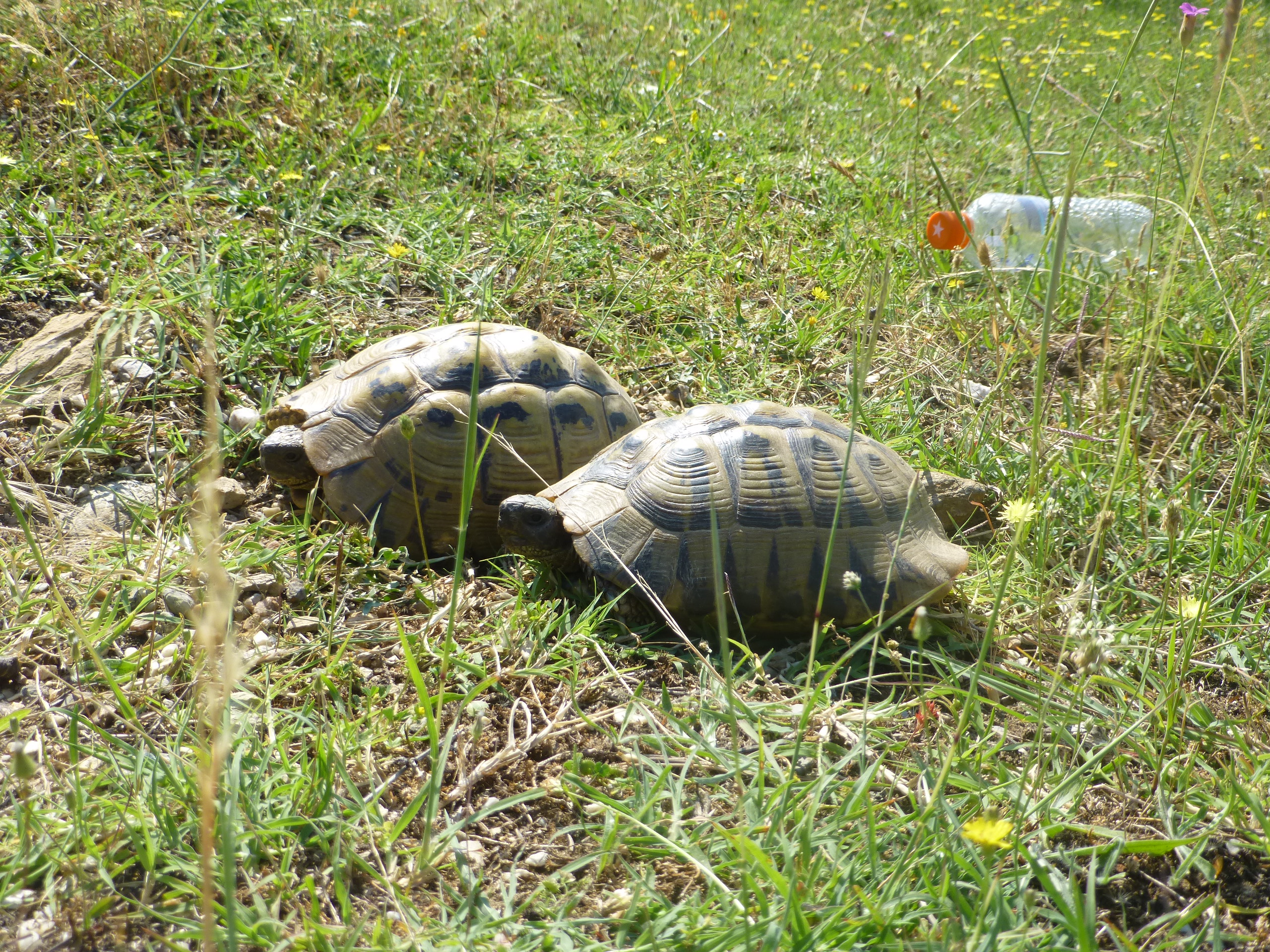
Северомакедонские черепахи

Животный мир Северной Македонии небогат. Из крупных млекопитающих встречаются бурый медведь, рысь, кабан, косуля, лисица, волк. Богата орнитофауна. Наиболее крупные её представители — орлы, коршуны, куропатки. В Охридском озере водятся десятки видов рыб, в том числе 13 видов карповых, европейский угорь, в том числе эндемичный охридский лосось и форель.

## Национальные парки
На территории Северной Македонии расположен ряд национальных парков: Галичица, Маврово, Пелистер и др.

## Города
Столицей Северной Македонии и самым крупным её городом является Скопье (население 600 тыс.). Другие крупные города — Битола, Куманово, Прилеп и Тетово (население 50 − 100 тыс.).